# Castello di Verrazzano

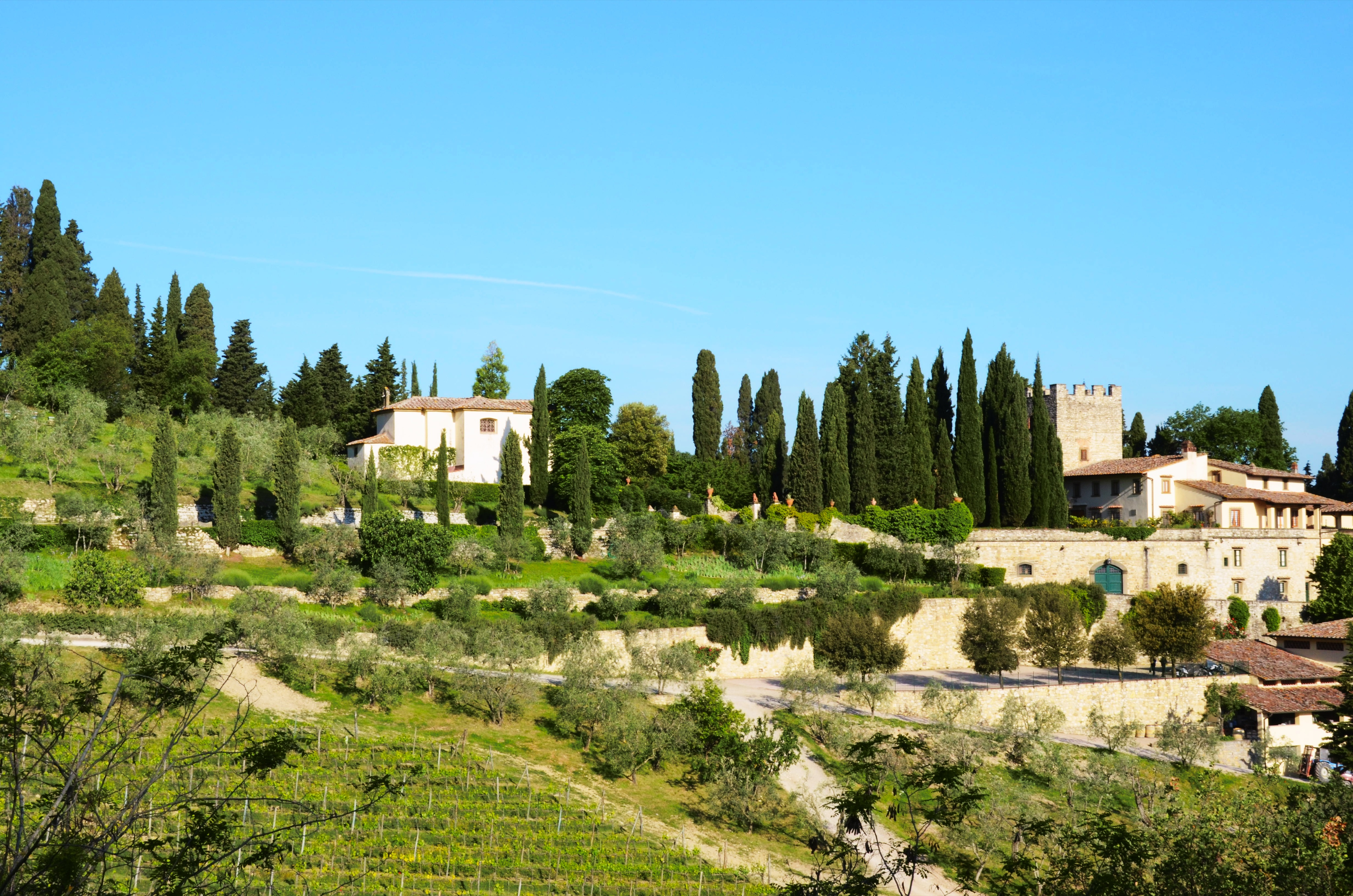
Castello di Verrazzano

Das Castello di Verrazzano ist eine mittelalterliche Burg in der Nähe der Stadt Greve in Chianti. Es liegt auf einem Hügel 348 Meter über dem Meeresspiegel.

## Geschichte
Die Höhenburg wurde zwischen dem Ende des 15. und dem Anfang des 16. Jahrhunderts gebaut. Es wird vermutet, dass der markante Turm bereits aus dem 13. Jahrhundert stammt. Im 17. Jahrhundert wurde die Anlage zu einer klassischen toskanischen Villa mit Bauernhof. 
In der Burg, die der florentinischen Adelsfamilie Da Verrazzano gehörte, wurde 1485 Giovanni da Verrazzano geboren. Er machte sich einen Namen als Seefahrer und Navigator, der auf seinen Erkundungsfahrten nach Nordamerika die Bucht des heutigen New York entdeckte.
Nachdem 1819 der letzte Nachkomme der Familie Verrazzano verstorben war, gelangte das Anwesen in den Besitz der florentinischen Familie Ridolfi. Als Vorsitzender des Leichtathletikverbands stellte Luigi Ridolfi die Räumlichkeiten und das Gelände dem italienischen Olympiateam von 1936 zu Trainingszwecken zur Verfügung.
Seit 1958 gehört Castello di Verrazzano der Familie Cappellini. Unter ihrer Leitung wurden umfangreiche Maßnahmen zur Restaurierung durchgeführt und ein modernes Weingut gegründet.

## Das Weingut
Rund um das Castello di Verrazzano wird seit Jahrhunderten Wein angebaut. In einer Handschrift von 1170, die in der Bibliothek der Abtei von Passignano aufbewahrt wird, werden bereits die Weinberge von Verrazzano erwähnt. Das Weingut ist bis heute berühmt für seine Produktion von Chianti-Classico-Weinen.

## Sehenswürdigkeiten
An die Burg schließt sich eine Kapelle an, in der ein Tisch von Domenico Ghirlandaio steht.
Der historische Weinkeller stammt aus dem 16. Jahrhundert und kann ausschließlich im Rahmen einer Führung besichtigt werden.